# Káteb Jászín
Káteb Jászín, francia írásmóddal: Kateb Yacine (1929. augusztus 2./augusztus 26. – 1989) algériai író, költő. A maghrebi (észak-afrikai) arab irodalom egyik legkiemelkedőbb alakja. Elsősorban regényeivel és színpadi műveivel, valamint az algériai nemzeti törekvések megfogalmazásával szerzett magának hírnevet. Francia és algériai arab nyelven egyaránt alkotott. Élete során mindig a „nomádok gyermekének” vallotta magát. Stílusa iskolát teremtett, Franciaországban is számos követője akad.

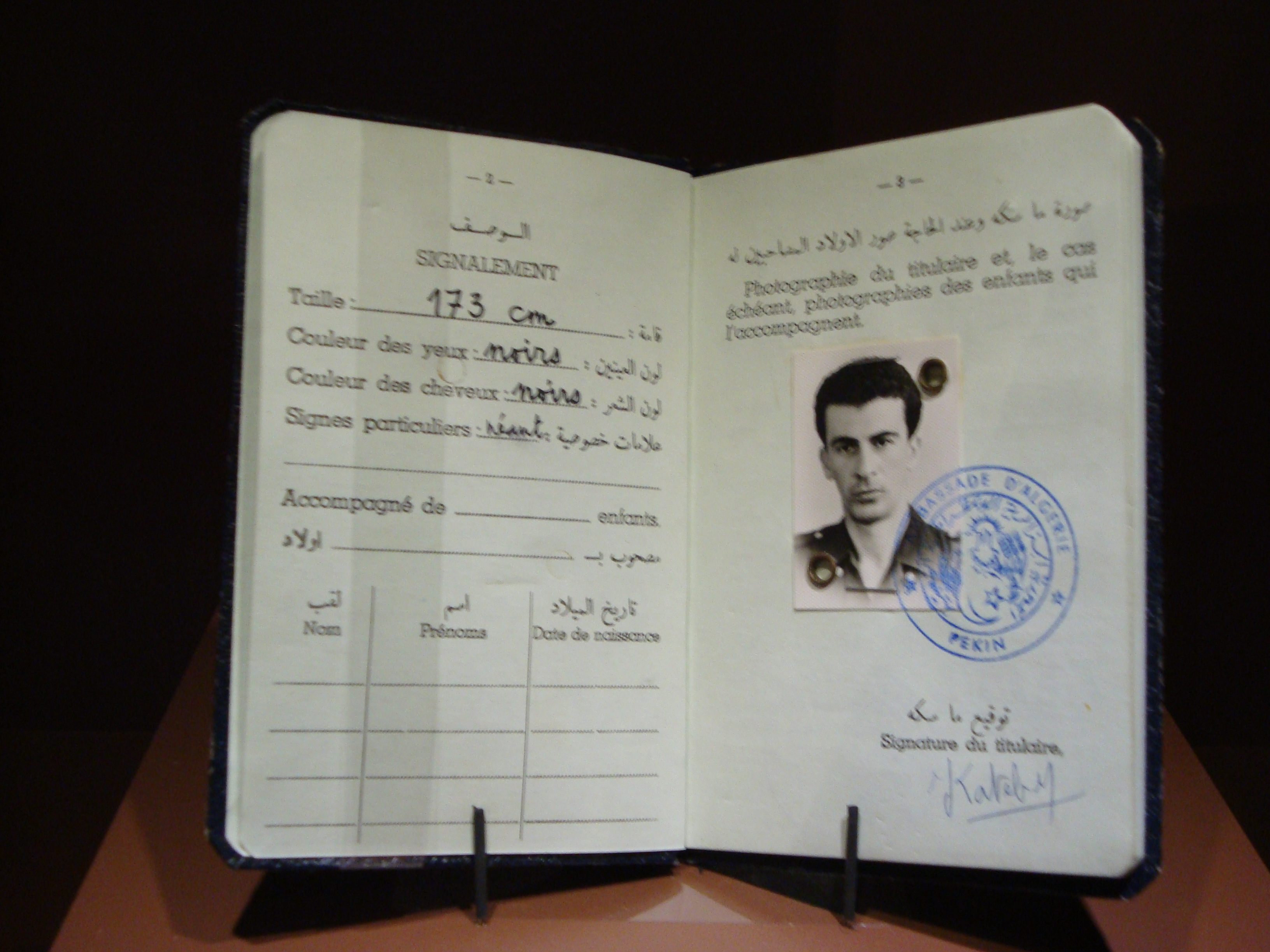
Káteb Jászín útlevele

## Élete
Káteb Jászín 1929-ben született az algériai Kaszentínában augusztus 26-án, illetve még valószínűbb, hogy augusztus 2-án. Egy kelet-algériai arabizált berber családból származott (Heltija vagy Keblút törzs), amely a francia gyarmatosítás során szétszóródott. Apja ügyvéd volt, akit a család folyton követett a különböző megbízásai során az ország legkülönbözőbb részeibe. A fiatal Káteb (amely írót jelent), 1937-ben még falusi arab Korán-iskolába járt, de 1938-tól már francia iskolába került Bougaa-a. 1941-től 12-16 éves koráig Szétifben járt gimnáziumba.
Érettségi előtt egy évvel 1945. május 8-án tüntetések törtek ki, amelyekben ő is részt vett és amelyek során (különböző források más-más adatokat közölnek) hozzávetőleg negyvenezer embert mészároltak le a francia hadsereg és rendőrség emberei. Három nappal később letartóztatták és két hónapra börtönbe került. Elképzelhető volt az is, hogy kivégzik, de erre végül nem került sor. Szívébe zárja a nemzeti ügyet, Algéria felszabadítását. Anyja, aki nehezen viselte az események kegyetlenségét,megőrült. Miután kicsapták a gimnáziumból, erős depresszióba zuhant és rengeteget olvasott. Apja eközben elküldte őt a Bône-i (Annaba) gimnáziumba, ahol találkozott 'Nedjmával' (arabul „csillag”), férjezett unokatestvérével, akivel együtt él nyolc hónapig. 1946-ban kiadták első verseskötetét. Ekkor már politizált és a PPA nevű nemzeti párt szárnyai alatt előadásokat tartott.
1947-ben Káteb Párizsba utazott, ahol előadásokat tartott Abdel Kader emírről, és csatlakozott a kommunista párthoz. Egy második látogatás során kiadták Franciaországban egy versét ('Nedjma ou le Poème du Couteau') a 'Le Mercure de France' című újságban. 1945 és 1951 között újságíró volt Algírban az Alger Républicain című lapnál. Sokat utazott Franciaországban, a Német Szövetségi Köztársaságban, Olaszországban, valamint más európai országokban, illetve az arab világ többi részén mint író, újságíró, s az algériai nemzeti eszmék propagálója. A nemzeti felszabadító mozgalomhoz egészen fiatalon csatlakozott, s a függetlenség kivívásáig maga is részt vett a fegyveres harcokban.
1954-ben kiadták egy színpadi művét (Le cadavre encerclé), melyet azonban hamarosan betiltottak Franciaországban. 1956-ban adták ki híres, 'Nedjma' című regényét. Az algériai szabadságharc alatt a francia hatóságok rendszeresen zaklatták Kátebet, aki hosszú utazásra kényszerült, amely során különböző kétkezi munkákat vállalt Franciaországban, Belgiumban, Németországban, Olaszországban, Jugoszláviában és a Szovjetunióban.
1962-ben visszatért Algériába, röviddel a függetlenség kikiáltása után, és újból újságírásba kezdett az Alger Républicain című lapnál. Ezután csak az irodalomnak élt.
1970-től, mely egy fordulópont az életében, már nem volt hajlandó többet franciául írni, és belekezdett egy színházi társulat megszervezésébe, mely arab dialektusban kívánt működni. A társulatot támogatta a kormány is, mégis utazásra voltak kényszerítve és legtöbbször vidéki kis helyeken léptek fel munkások, földművesek és diákok előtt. Legfőbb műsorszámuk a Mohamed fogd a csomagodat (Mohamed prends ta valise – 1971), a Nők hangja (La Voix des femmes – 1972), és a Kétezer év háborúja (La Guerre de deux mille ans – 1974) volt. Ezek közül a legelsővel felléptek külföldön is.
1978-tól a kormány vidékre száműzte Algériában, és a televízióban sem szerepelhetett. Ekkoriban rengetegen kritizálták liberális nézetei miatt hazájában.
1987-ben nívós díjjal jutalmazzák a Nelson Mandeláról írt darabjáért. 1988-tól a francia Verschenyben telepedik le, de rendszeresen visszajár Algériába. Halálakor hátrahagyott egy befejezetlen művet az 1988-as algériai lázongásokról, amelyek az algériai polgárháború közvetlen előzményei voltak.

## Művei
Első költeményei Soliloques (Monológok) címen jelentek meg 1946-ban. Költészete fő jellemzője a harcra buzdítás, a szenvedélyes elkötelezettség. Az 1950-es évektől alkotóerejét egyre inkább a dráma- és regényírás kötötte le.
A világhírt Nedjma (1956) című regénye szerezte meg számára. 1958-ban a mű témáját drámában is feldolgozta. A mű cselekménye különös: a főhősnőt, Nedjmát szenvedélyesen szereti négy barát, férjének harcostársai. E végzetes szerelem bonyodalmai az olvasót a nemzeti felszabadítási harc egyik epizódjából a másikba vezetik, algériai városok során át, keresztül az arab országokon, egészen a mekkai zarándoklatig. A bonyolult cselekménysor, amely az arab népmese tipikus elemeivel van átszőve, háttérként szolgál az író szimbolizmusa számára.
Fő művei időrendben:
- Soliloques, versek, Bône, 1946
- Abdelkader és az algériai függetlenség (Abdelkader et l'indépendance algérienne), Alger, En Nahda, 1948
- Nedjma, regény, Parizs, 1956
- Megtorlások köre (Le Cercle des représailles), színház, Parizs, 1959
- A sokszögű csillag (Le Polygone étoilé), regény, Parizs, 1966
- Les Ancêtres redoublent de férocité, Parizs, 1967
- L'Homme aux sandales de caoutchouc, théâtre, Parizs, 1970
- Boucherie de l'espérance,színházi mű, tartalmazza a Mohamed fogd a csomagod című művet, 1971
- La Voix des femmes, Parizs, 2004

## Lásd még
- Frankofón irodalom

## További irodalom
- Világirodalmi lexikon VI. (Kamc–Lane). Főszerk. Király István. Budapest: Akadémiai. 1979.   111. o. ISBN 963-05-1803-1